# Власово (Якутия)
Власово — бывший рабочий посёлок в Усть-Янском улусе Якутии.

## География
Находился за Северным полярным кругом, на правом берегу речки Суор-Уелях (левого притока р. Яны), в 457 км к северо-западу от райцентра р. п. Депутатского.

## История
Возник в связи с открытием и разработкой месторождений золота. Отнесён к категории рабочих посёлков в 1973 году. Выполнял преимущественно функции горнодобывающего центра, что базировалось на построенной в посёлке шахте. Социальная инфраструктура была представлена следующими объектами: имелись Дом культуры, средняя общеобразовательная школа, учреждения здравоохранения, торговли и бытового обслуживания. Жилая застройка по преимуществу представляла собой характерные для сельских населённых пунктов индивидуальные деревянные дома, однако в посёлке было и несколько многоквартирных зданий, в том числе двухэтажных. Посёлок Власово был упразднён постановлением Правительства Республики Саха (Якутия) от 10 июля 1998 года № 322, вместе с посёлками Кулар и Энтузиастов, с передачей занимаемых ими земель в состав территории Омолойского Национального наслега (сельского округа).
Сейчас во Власове числится старательская артель «Омолой».

## Население
| 1979 | 1989  |
| ---- | ----- |
| 2008 | ↘1922 |